# اورتوچیو
اورتوچیو (به ایتالیایی: Ortucchio) یک کومونه در ایتالیا است که در استان لاکویلا واقع شده‌است.

## خصوصیات
اورتوچیو ۳۵٫۶۲ کیلومترمربع مساحت و ۱٬۸۷۵ نفر جمعیت دارد و ۶۸۰ متر بالاتر از سطح دریا واقع شده‌است.

## خواهرخوانده
شهر کاپالبیو خواهرخواندهٔ اورتوچیو هست.